# Jean de Corbie
Pour les articles homonymes, voir Corbie (homonymie).
Jean de Corbie né au XIVe siècle dans le diocèse de Cambrai et mort au XVe siècle est un évêque français.
Il fut évêque de Mende entre 1413 et 1426, puis évêque d'Auxerre de 1426 à 1432. L'accession à l'évêché lui avait également conféré le titre de comte de Gévaudan, ce titre étant dévolu aux évêques de Mende, depuis l'acte de paréage signé en 1307 par le roi et Guillaume VI Durand.

## Biographie
Jean de Corbie est né dans le diocèse de Cambrai. 
Il est le fils de Thomas de Corbie anobli en 1389, et de Marguerite de Cresecques. Il a un frère, Arnaud de Corbie,, et une sœur, Marguerite de Corbie. Il est neveu du chancelier Arnaud de Corbie (1325 - 24 mars 1414) et est également apparenté à sainte Fleur[réf. souhaitée].
Licencié ès lois, il est de l'ordre des Augustins, chanoine de Cambrai en 1397, chanoine de Paris en 1398,(1398 à 1413); maître des requêtes de l'Hôtel, de 1406 à 1413. En 1413 (1414) il hérite de nombreux biens dans le Beauvaisis de son oncle le chancelier Arnaud. En 1414, ou 1416, il est cité comme chanoine d'Amiens (1398 à 1413 ?). Il est également chanoine de Rouen (1400-1409), Coutances, Chartres, Bayeux et Beauvais[réf. souhaitée].

### Épiscopat de Mende
Jean de Corbie est ensuite évêque de Mende, titre qui lui est donné dans un acte de 1416, recevant cette fonction un peu après le court épiscopat de Géraud du Puy. En effet, ce dernier résigne le 19 avril 1413, mais Jean de Corbie n'est élu que le 8 novembre de la même année. Il reste, dans le vocable mendois, connu sous le nom de Jean IV de Corbie, étant le quatrième évêque à se prénommer Jean. L'accession à cet évêché lui confère également le titre de comte de Gévaudan.

### Épiscopat d'Auxerre
Philippe des Essarts, évêque d'Auxerre (1410-1426), meurt le 14 octobre 1426 ; Jean de Corbie prend sa succession, mais non sans difficulté semble-t-il. Car la Guerre de Cent Ans bat son plain ; le traité de Troyes signé en 1420 a fait de Henri V d'Angleterre le régent du royaume de France face à Charles V fou et déchargé de du gouvernement du royaume depuis 1392 ; et le 31 octobre 1426 le roi d'Angleterre, qui a entendu parler de la vacance de l'épiscopat d'Auxerre, interdit au chapitre de la ville d'élire un remplaçant sans demander son consentement. Le chapitre d'Auxerre doit donc envoyer une députation demander à Henri V l'autorisation d'élire un remplaçant - autorisation donnée le 2 décembre 1426. Cependant la succession à l'évêché est embrouillée dans le contexte politique et sans que l'on connaisse les manœuvres effectuées par les uns et les autres, le résultat est que deux évêques sont nommés : Jean Vivien, chanoine, élu par ses confrères du chapitre ; et Jean de Corbie, qui succède véritablement à Philippe des Essarts. 
Sa translation du siège de Mende à celui d'Auxerre est citée pour le 18 août 1427 dans les registres du Vatican. Son élection à ce siège daterait du 8 novembre 1427 ; son entrée dans Auxerre est indiquée pour le milieu du mois de décembre 1427.
Son vicaire général est Pierre de Longueil, qui le pousse à une tentative sur la juridiction du chapitre. En 1428, Longueil fait citer devant lui Simon Béchu, chanoine et receveur du temporel de l'hôtel-dieu du Mont-Artre à Auxerre, pour examiner les comptes de ce dernier. Le chapitre s'oppose à cette citation, soutenant que sa qualité de chanoine exempt Béchu de la juridiction épiscopale. L'opposition est si virulente que Jean de Corbie préfère composer plutôt qu'essayer d'imposer, et accepte que l'affaire soit annulée. Cette affaire ne ternit pas les relations qui demeurent cordiales avec le vicaire général.
Toujours en 1428, Jean Vivien, élu évincé, fait ajourner à la cour de Rome le chapitre d'Auxerre ; il prétendrait avoir droit aux revenus échus à l'évêché pendant la vacance du siège. On ne sait pas ce qu'il advient de sa réclamation, qui n'est pas autrement mentionnée. De Corbie reste en fonction.
La seule chose que l'on sache de son ministère spirituel à Auxerre est qu'il confirme les indulgences accordées par Philippe des Essarts pour les fêtes de sainte Marie Jacobi et de sainte Salomé. Ses penchants politiques et ceux de sa famille ne lui permettent pas de résider en paix dans une ville de penchant opposé. Il hérite encore de son frère Arnoul, mais le roi d'Angleterre lui confisque les terres de Séchelles et de Cuvilliers qu'il tenait de son oncle le chancelier, et les donne à Jean de Poix.
Il fonde l'obituaire de sa mère dans l'église de l'abbaye Saint-Vaast de Beauvais.
Pendant son épiscopat, Charles VII et jeanne d'Arc passent par Auxerre. Se tient aussi l'assemblée pour la paix, à laquelle le pape délègue Nicolas Albergati, chartreux renommé et cardinal de Sainte-Croix de Jérusalem. Albergati accorde plusieurs indulgences, notamment une sur vingt ans en faveur de la cathédrale d'Auxerre.
Le concile de Bâle se déroule de son temps ; le chapitre d'Auxerre y délègue Hugues des Noës, chanoine.
Il a aussi à régler la question de ses deux fils naturels, Geoffroi et Renaud, qu'il a eus de Marie de Poilhay et qu'il fait légitimer en août 1433 à Chinon. Son frère Arnaud a également eu un fils naturel, à qui Jean de Corbie donne les seigneuries de Courcelles, de Ploüis et du Becquet.
Début octobre 1433 (le 1er et le 3 du mois), les registres de l'évêché indiquent que le siège épiscopal est vacant. Le père Anselme affirme qu'il est encore vivant en 1435, sur la foi d'un testament fait le 14 avril 1435. Il est possible qu'il ait résigné de l'évêché pour se retirer dans un cloître. Certains donnent 1438 pour année de sa mort.